# 2033 (فيلم)
1. تحويل 2033 (فلم)